# Robert Ruck
Pour les articles homonymes, voir Ruck (homonymie).
Pour le joueur d'échecs, voir Róbert Ruck.
Robert Ruck, né en 1921 à Herne, en Rhénanie-du-Nord-Westphalie, est un écrivain et journaliste allemand, auteur de roman policier.

## Biographie
Il est, pendant de nombreuses années, un journaliste chargé des affaires criminelles et judiciaires, avant de se lancer en 1959 dans l'écriture. Son deuxième roman policier Hör auf deine Frau (1959) remporte le prix Christophorus. 
Presque tous ses romans policiers ont pour héros le journaliste et détective privé Robert Briggs. Chaque intrigue de cette série a la particularité de se dérouler dans une ville germanophone. Par exemple, Cologne dans Viele Frauen sind berechnend (1959), Berlin dans Meine Schwägerin Biggy (1960), ou encore Vaduz, au Liechtenstein, dans Modenschau in Vaduz (1962), seul titre traduit en français sous le titre Haute couture à Vaduz, dans la collection Le Masque, en 1968. Dans ce dernier titre, Briggs croit se la couler douce après avoir été chargé de surveiller des bijoux de grande valeur jusqu'à ce qu'il soit contraint de démasquer le coupable d'un double assassinat crapuleux parmi les mannequins qui devaient présenter les joyaux lors d'un défilé.
Robert Ruck a également publié quelques romans d'amour souvent situés dans le milieu médical, par exemple dans Rosen und Skalpell (1975) et dans Ein Arzt findet sein Glück (1987).

## Œuvre

### Romans

#### SérieRobert Briggs
- Viele Frauen sind berechnend (1959)
- Hör auf deine Frau (1959)
- Meine Schwägerin Biggy (1960)
- Schau unters Bett, bevor du schläfst (1961)
- Schwiegermütter sind entzückend (1961)
- Zuwenig Zärtlichkeit (1961)
- Modenschau in Vaduz (1962) Publié en français sous le titre Haute couture à Vaduz, Paris, Librairie des Champs-Élysées, coll. « Le Masque » no 995, 1968
- Der Teufel spricht im Flüsterton (1963)

#### Autres romans
- Mein geliebter Lump  (1969)
- Ein Mächen für Mylord (1969)
- Die Versuchung (1970)
- Rosen und Skalpell (1975)
- Ein Arzt findet sein Glück (1987)
- Rickys Messer (1992), roman policier

## Sources
- Jacques Baudou et Jean-Jacques Schleret, Le Vrai Visage du Masque, vol. 1, Paris, Futuropolis, 1984, 476 p. (OCLC 311506692), p. 376.